# Das Waisenhaus (Roman)
Das Waisenhaus ist ein 1965 erschienener Roman von Hubert Fichte. Nach dem zwei Jahre zuvor erschienenen Erzählungsband Der Aufbruch nach Turku war es Fichtes erste Romanveröffentlichung.

## Inhalt
Sieben Jahre alt war Detlev, als er in das katholische Waisenhaus in Scheyern kam. Jetzt, ungefähr ein Jahr später, steht er auf dem Balkon des Waisenhauses und wartet auf seine Mutter, wartet darauf, dass sie ihn abholt und „mit ihm die Nacht hindurch zu den Großeltern nach Hamburg“ zurückfährt. Die Beschreibung dieser Situation leitet den Roman ein, und sie wird fast identisch – ergänzt um das Eintreffen der Mutter und die Abreise – an seinem Ende wiederholt. Der ganze lange Teil dazwischen, das sind, immer wieder einmal kurz unterbrochen für eine Vergegenwärtigung der Situation, Detlevs Erinnerungen an sein im Waisenhaus verbrachtes Jahr.
Wann sich die Handlung zuträgt, das wird man schnell erfassen, wenn gleich auf den ersten Seiten Frieda, das Mädchen, mit dem Detlev sich am besten versteht, ihm ein Gebet verspricht, „das ihn in Hamburg noch vor Kriegsende in einen Katholiken verwandeln“ werde, oder wenn eine Lehrerin, bevor sie mit dem Rohrstock zuschlägt, davon spricht, Detlevs Ohren seien „so groß wie Judenohren“. Aber ein genaues Datum wird man erst später einem Brief des Großvaters an Detlevs Mutter entnehmen können: „Hamburg-Stellingen, den sechsten Oktober neunzehnhundertzweiundvierzig“.
Detlev war mit seiner Mutter im Rahmen der Kinderlandverschickung ins bayrische Steingriff gekommen. Die Mutter hatte dann dort eine Arbeit in der Stadtkämmerei angenommen, keine Wohnung für sie beide gefunden und Detlev im Waisenhaus untergebracht. Für Detlev wurde sein im Waisenhaus verbrachtes Jahr zu „eine(r) einzige(n) Kette von Traumatisierungen“ (Böhme):
Detlevs Fremdheit im Alltag der katholischen Rituale; seine Todesangst, als drei Jungen ihm nachts als „die drei Teufel“, die seinen „Sarg hämmern“, Schrecken einjagen; der Krieg – als Bedrohung immer präsent, einmal „Fliegeralarm“. Eine Welt aus Mahnungen und Verboten – immer wieder: „nichts Unkeusches sehen lassen“, „nicht an das Unkeusche fassen“ – und aus faschistischer Sprache, die auch von den Kindern benutzt wird: „Anna ist eine Epileptikerin ... das ist sowieso lebensunwertes Material“. Detlev bleibt als einzige Möglichkeit, all dem zumindest in seiner Phantasie zu entkommen: Mit seinen Hauchbildchen, mit Worten, die er mit Buchstaben aus seinem Setzkasten formt, und mit Gedankenspielen, die diese Welt hinweg wünschen: „Wenn es das Waisenhaus und die Stadtpfarrkirche nicht gäbe, dann gäbe es ganz Scheyern nicht.“
Am verstörendsten von allem: Da die anderen Kinder wissen, dass Detlevs Mutter im Ort lebt und arbeitet und dass er von ihr sonnabends abgeholt wird und sie besuchen darf, wollen sie erfahren, warum er dann bei ihnen im Waisenhaus untergebracht ist. Sie lassen ihn ihren Neid spüren, und ihr Neid trifft auf seine eigene Unsicherheit: „Sie haben erzählt, du bist froh, wenn ich sterbe“, sagt Detlev zu seiner Mutter.
Mehr und mehr rückt die Frage in den Mittelpunkt: Was ist mit Detlevs Vater? Ist er tot? Wenn nicht, wo lebt er? Immer heftiger bedrängt Detlev seine Mutter: Er will zurück, zu Oma und Opa, nach Hamburg. „Ich will weg. ... Ich will weg. ... Wenn wir nicht weggehen, will ich sterben.“ Und: „Die Waisenhauszöglinge haben gefragt, ob ich ein Jude bin.“ Bis die Mutter ausspricht, was der eigentliche Grund dafür war, dass sie dachte, Detlev sei in einem katholischen Waisenhaus in Bayern eher in Sicherheit als in Hamburg: „Dein Vater ist Jude. Er wohnte nebenan. Ehe wir heiraten konnten, musste er fliehen.“

## Form
Das Waisenhaus war der erste von vier über einen Zeitraum von circa zehn Jahren entstandenen Romanen, die eng an Fichtes eigene Biographie angelehnt sind. Es folgten Die Palette (1968), Detlevs Imitationen »Grünspan« (1971) und Versuch über die Pubertät (1974).
Ein wesentliches Stilelement des Romans ist die Verwendung von Spiegelstrichen. Ihnen folgt manchmal wörtliche Rede (meist aber ohne die üblichen Floskeln „fragte sie“, „sagte er“ odgl.), manchmal die Formulierung von Gedanken Detlevs (fast immer ohne „dachte Detlev“ odgl.). Auf diese Weise werden, ohne zusätzliche Erklärungen eines Erzählers, „Assoziationen hergestellt, werden Überleitungen vollzogen, finde(n) Szenenwechsel statt“.

## Hintergrund
Tatsächlich war Hubert Fichte, wie sein literarisches Alter Ego „Detlev“ im Roman, ungefähr von August 1942 bis Juli 1943 in einem katholischen Waisenhaus in Schrobenhausen untergebracht. Im Roman „verlegt“ Fichte das Waisenhaus in den ebenfalls in Oberbayern gelegenen Ort Scheyern.
Im postum veröffentlichten Roman Der kleine Hauptbahnhof oder Lob des Strichs gibt Fichte ein Gespräch zwischen „Jäcki“ und „Irma“ aus der Entstehungszeit von Das Waisenhaus wieder. Inwieweit dies Gespräch real und annähernd wörtlich so zwischen den Vorbildern der Figuren, also Hubert Fichte und Leonore Mau, stattgefunden hat, lässt sich nicht mit Bestimmtheit sagen. Mit einiger Sicherheit kann man annehmen, dass die folgenden Hinweise zutreffend sind:
Dass Fichte den Namen „Detlev“ für seine Hauptfigur mit Bezug auf Detlev von Liliencron gewählt hat.
Dass die Idee der Ausgangssituation – Detlev auf dem Balkon – von Anfang an feststand. Jäcki: „Die drei Sekunden, die ich im Waisenhaus von Schrobenhausen auf meine Mutter warte. ... Die Einheit von Zeit, Raum, Handlung auf die Spitze getrieben. ... Alles was geschieht ist nur noch Zitat.“
Dass sich früh als ein wichtiges, vielleicht das zentrale Motiv des Romans Detlevs widersprüchliches Verhältnis zur Mutter herausstellte. Und noch in diesem später notierten Gespräch widerspricht sich Jäcki: „Sie wollte ihn los sein. ... Sie wollte kinderlos überleben. Das ist nicht wahr. Das habe ich nicht gedacht. Das schreibe ich nicht.“ Und zitiert dann eine der schönsten Stellen in Das Waisenhaus, als Detlev „zwischen die Arme (der Mutter), in den weichen, flatternden Mantel hinein“ läuft: „Lass die Teufel doch kommen. – Dann war alles warm und blau und weich und drehte sich.“

## Rezeption
Für seinen Roman Das Waisenhaus erhielt Hubert Fichte 1965 den Hermann-Hesse-Preis. Der Sprecher der damaligen Jury, Hans Schwab-Felisch, bezeichnete den Roman als „Parabel einer vaterlosen Generation“.

### Textausgaben
- Hubert Fichte: Das Waisenhaus, Rowohlt Verlag, Reinbek bei Hamburg 1965.
- Hubert Fichte: Das Waisenhaus, Rowohlt Verlag – rororo, Reinbek bei Hamburg 1968.
- Hubert Fichte: Das Waisenhaus, Fischer Taschenbuch, Frankfurt am Main 2005, ISBN 978-3-596-15854-6.

### Sekundärliteratur
- Thomas Beckermann (Herausgeber): Hubert Fichte – Materialien zu Leben und Werk. Fischer Taschenbuch Verlag, Frankfurt am Main 1985, ISBN 3-596-26497-9. Darin: S. 18–28, drei zeitgenössische Rezensionen des Buchs von Helmut Heißenbüttel, Günter Blöcker und Werner Weber.
- Harun Farocki: Ein Kind im Spannungsfeld der starren Ideologien. Zuerst erschienen in: Spandauer Volksblatt vom 16. Januar 1966. Wiederveröffentlicht in: Meine Nächte mit den Linken – Texte 1964–1975 – Schriften, Band 3. Neuer Berliner Kunstverein / Verlag der Buchhandlung Walther König, Köln 2018, ISBN 978-3-96098-225-8.
- Hartmut Böhme: Hubert Fichte – Riten des Autors und Leben der Literatur. Metzler, Stuttgart 1992, ISBN 3-476-00831-2. Darin, S. 107–162: Kapitel III. Das Waisenhaus – Grundlage des Werkes.